# Back Orifice
Back Orifice (adesea prescurtat BO) este un program de calculator proiectat pentru administrarea de la distanță a sistemului. Acesta permite unui utilizator să controleze un computer care rulează sistemul de operare Microsoft Windows dintr-o locație îndepărtată. Numele este o redare a cuvintelor pe software-ul Microsoft BackOffice Server. De asemenea, poate controla simultan mai multe computere folosind imagistica.
Back Orifice a fost proiectat cu o arhitectură client-server. Un program de server mic și discret este instalat pe o singură mașină, care este manipulată de la distanță printr-un program client cu o interfață grafică de utilizator pe un alt sistem informatic. Cele două componente comunică între ele utilizând protocoalele de rețea TCP și / sau UDP. Într-o referință la fenomenul Leet, acest program rulează de obicei pe portul 31337.
Programul a debutat la DEF CON 6 pe 1 august 1998. A fost creatia lui Sir Dystic, membru al organizatiei hackerilor din SUA, Cult of the Dead Cow. Potrivit grupului, scopul său a fost să demonstreze lipsa de securitate în sistemul de operare Microsoft Windows 98.
Deși Orifice spate are scopuri legitime, cum ar fi administrarea de la distanță, există alți factori care o fac potrivită pentru utilizări mai puțin benefice. Serverul se poate ascunde de o privire clară asupra utilizatorilor sistemului. Deoarece serverul poate fi instalat fără interacțiunea cu utilizatorul, acesta poate fi distribuit ca încărcătură de cal troian.
Din aceste și alte motive, industria antivirus a clasificat imediat instrumentul ca malware și a adăugat Back Orifice la listele de carantină. În ciuda acestui fapt, a fost folosit pe scară largă de copiii de scenarii din cauza graficului său simplu și a ușurinței de instalare.
Au urmat două aplicații de continuare, Back Orifice 2000, lansat în 1999, și Deep Back Orifice de către grupul canadian francez QHA.